# Wana Mukti
Wana Mukti is een bestuurslaag in het regentschap Banyuasin van de provincie Zuid-Sumatra, Indonesië. Wana Mukti telt 774 inwoners (volkstelling 2010).